# Varaslätten
Varaslätten är slättbygden i centrala Västergötland i Sverige
Denna ovanligt plana lerslätt avvattnas genom Lidan med biflöden, vilka utskurit ravindalar i lersedimenten i regel ända ned till fast botten. Dessa för övrigt glest liggande ravindalar jämte enstaka låga gruskullar är de enda topografiska avbrotten i den jämna lerytan.